# 武磊
武 磊（ウー・レイ、漢音読み：ぶ らい、拼音：Wǔ Lěi、Wu Lei、1991年11月19日 - ）は、中華人民共和国・江蘇省南京市出身のサッカー選手。中国サッカー・スーパーリーグ・上海海港足球倶楽部所属。中国代表。ポジションはFW。

## 経歴

### 上海海港足球倶楽部
父は山東省出身で、南京で仕事をしていた。武磊は南京で生まれ育ち、江蘇舜天のキャンプにも参加したが体がそれほど大きくないこともあり地元南京では選抜されず。2003年小学校卒業後に徐根宝率いる上海根宝アカデミーに入った。
上海根宝アカデミーの出身でユース代表で得点を量産するとともに、2006年に上海東亜に加入でデビューを果たした。なお、14歳と287日という記録は中国リーグでの最年少デビューであり、2010年から9年連続で2桁得点、6年連続中国人選手得点王。2013年は上海申鑫戦、天津泰達戦、青島中能戦で3度のハットトリックを達成した。
2016年、2017年は2年連続でAFC年間最優秀選手賞にノミネートされている。本来はFWでなく2列目でサイドMFだが、トビアス・ヒュセン、ダリオ・コンカ、アサモア・ギャン、エウケソン、フッキと名だたる強力な外国人FWが加入する中でも、毎年チーム最多得点王になり続けている。
2017年、リーグ戦で20得点を挙げた。
2018年、広州富力戦で1試合4得点を記録。8月11日の上海申花戦で先制点を決め、韓鵬の記録を抜き、中国スーパーリーグ通算89得点で歴代最多得点者となった。10月28日の山東魯能戦で2得点を挙げトップリーグ通算100得点を達成。最終的に27得点を挙げ、2006年の李金羽の1シーズン中国人選手得点記録（26得点）を抜くとともに、2007年の同選手以来11年ぶりに中国人選手でリーグ得点王となった。

### エスパニョール
2019年1月28日、RCDエスパニョールへの移籍が発表された。2月3日、ビジャレアル戦で、1-2で迎えた後半途中出場しデビュー。直後にロベルト・ロサレスの同点ゴールを呼び込み、2-2で勝ち点1を獲得する原動力となった。更に3月2日のレアル・バリャドリード戦では、移籍後初ゴールを決め、中国人選手初のラ・リーガ得点者となった。デビューシーズンは16試合3得点、最終戦のレアル・ソシエダ戦でチームのヨーロッパリーグ出場権を確定させる追加点を挙げた。
2019年10月3日、ヨーロッパリーグのCSKAモスクワ戦 (2-0)で先制点を決め、同大会本戦での中国人初ゴールを決めた。2020年1月4日のFCバルセロナとのバルセロナダービーでは、1-2の劣勢の場面から交代出場。後半43分に同点ゴールを決めた。2019-20シーズンのエスパニョールは、最下位で2部降格してしまう。武磊は4得点でチーム最多得点者となり、ウルヴァーハンプトンやベシクタシュなどへ移籍の噂もあったが、チーム残留を決めた。
2020-21シーズンは2部で先発の座を失い、2得点のみに終わったが、チームは首位で1部リーグ復帰を決めた。2021-22シーズンは、2022年4月10日のセルタ戦でシーズン初ゴールを決めた。これによりエスパニョールでの通算得点数を2桁に乗せた。
2022年8月11日、上海海港への復帰を発表した。
2024年シーズンは34得点を記録し、リーグ得点王に。またエラン・ザハウィが持っていたしていたシーズン最多得点記録を更新。

### 中国代表
2009年にU-20代表入りし、2010 AFC U-19アジアユース予選で9得点を記録した。さらに東アジアサッカー選手権2010でフル代表に初招集され、2010年2月14日に行われた同大会の香港戦で代表デビューを果たした。
2013年には、EAFF E-1サッカー選手権のオーストラリア戦で代表初ゴールを挙げた。AFCアジアカップにも、2015年大会、2019年大会、2023年大会と3度出場している。

## エピソード
- 少数民族の回族である｡
- 上海東亜、上海上港の前身クラブを自費で創立した徐根宝は、武磊を中国のマラドーナと称し、自らがクラブに投資した3,000万人民元は彼一人で回収できると発言している[9]。
- 2006年に行われたドイツW杯のスペイン対サウジアラビア戦では、エスコートキッズを務めている[10]。
- 2013年、モルデFKとの親善試合で2得点を挙げ、相手の監督を務めたオーレ・グンナー・スールシャールの高い評価を受けてオファーがあったが、クラブが移籍を許さなかった[11]。
- 2017年にはTSG1899ホッフェンハイムからオファーも、上海上港は1,800万ユーロを提示し事実上拒否している[12]。
- 2019年にRCDエスパニョールに完全移籍。移籍後初のビジャレアル戦とラージョ・バジェカーノ戦は、約4,000万人の中国人が武磊の欧州リーグデビュー戦を視聴したと言われ、グッズ等の売り上げも中心選手であるボルハ・イグレシアスやマルク・ロカらのユニフォームの売り上げをもはるかに上回ったと言われている[13]。
- 2020年1月4日のFCバルセロナ戦で、ゴールを決めた時にはASのホームページで「10億人の中国人が歴史的瞬間を目撃した！」と報じられた[14]。
- 2014年に結婚している。2015年11月に第一子が誕生し、2017年4月には第二子が誕生している[15]。

## 代表歴
- 国際Aマッチ 94試合 32得点（2010年 - ）

| 中国代表 | 国際Aマッチ | 国際Aマッチ |
| 年       | 出場        | 得点        |
| -------- | ----------- | ----------- |
| 2010     | 1           | 0           |
| 2011     | 0           | 0           |
| 2012     | 0           | 0           |
| 2013     | 10          | 2           |
| 2014     | 10          | 2           |
| 2015     | 11          | 2           |
| 2016     | 8           | 1           |
| 2017     | 8           | 1           |
| 2018     | 11          | 5           |
| 2019     | 8           | 5           |
| 2020     | 0           | 0           |
| 2021     | 9           | 9           |
| 2022     | 2           | 0           |
| 2023     | 11          | 5           |
| 2024     | 4           | 0           |
| 通算     | 94          | 32          |

## タイトル

### クラブ
上海海港
- 中国サッカー・超級リーグ：1回 (2018, 2023)
- 中国サッカー・甲級リーグ：1回 (2012)
- 中国サッカー・乙級リーグ：1回 (2007)

RCDエスパニョール
- セグンダ・ディビシオン：1回 (2020-21)

### 代表
中国代表
- 東アジアカップ：1回 (2010)

### 個人
- 中国サッカー・超級リーグ国内得点王：6回 (2013, 2014, 2015, 2016, 2017, 2018)
- 中国サッカー・超級リーグベストイレブン(FW)：3回 (2014, 2015, 2018)
- 中国サッカー・超級リーグベストイレブン(MF)：2回 (2016, 2017)
- 中国サッカー・超級リーグ最優秀選手賞：1回 (2018)
- 中国サッカー・超級リーグ得点王：1回 (2018)